# 萩 (橘型駆逐艦)
萩（はぎ）は日本海軍の駆逐艦。仮称5517号艦、橘型（改松型）駆逐艦4番艦として舞鶴海軍工廠で建造された。
艦名は植物の萩による。艦名としては樅型駆逐艦の11番艦「萩」に続いて2代目。

## 艦歴
竣工後、訓練部隊の第十一水雷戦隊（高間完少将）に編入。「柿」とともに3月12日に横須賀を出港して瀬戸内海に回航される。その途中の3月15日に、潮岬沖で「柿」の缶管が破裂して航行不能となったため、「柿」を大阪藤永田造船所まで曳航する。曳航任務後は内海西部で訓練に従事。
5月20日付で「梨」とともに第三十一戦隊 （鶴岡信道少将）第五十二駆逐隊に編入された。
7月24日、山口県祝島南方で対空戦闘により小破した。
終戦時は呉にあった。10月5日除籍。
12月1日。特別輸送艦に指定され、復員輸送に従事。その後、賠償艦として1947年（昭和22年）7月16日シンガポールでイギリスへ引渡された。

## 歴代艦長
※『艦長たちの軍艦史』369-370頁による。

### 駆逐艦長
1. 森本嘉吉 少佐 1945年3月1日-